# San Pedro Cahro
San Pedro Caro é uma cidade situada na parte nordeste do México, no estado de Michoacán, a 170 quilômetros de Morelia a capital do estado. A localização da aldeia é privilegiada, a 15 minutos do Lago Chapala. 

## História
Em tempos coloniais, o povoado que daria origem à cidade era conhecido como San Pedro Caro. Em 1765, foi uma das quatro paróquia dos povos indígenas Sahuayo. Na Lei Territorial de 10 de Dezembro de 1831, a aldeia fazia parte do município de Jiquilpan. Em 1919, seus habitantes fazem um pedido de terra à administração central, de modo a constituir-se um ejido, tendo-lhe, à época, sido negado. Posteriormente, entretanto, o município foi formado para reservar a terra para a utilização pelos povos de certas comunidades dos municípios de Sahuayo, Pajacuarán e Vista Linda, tendo-lhe sido oficializado o nome de Venustiano Carranza em 21 de janeiro de 1935. Em 2015, no entanto, após fortes apelos populares, a municipalidade retorna a seu nome original, San Pedro Cahro, por que é atualmente conhecida. 